# Adalbero van Reims

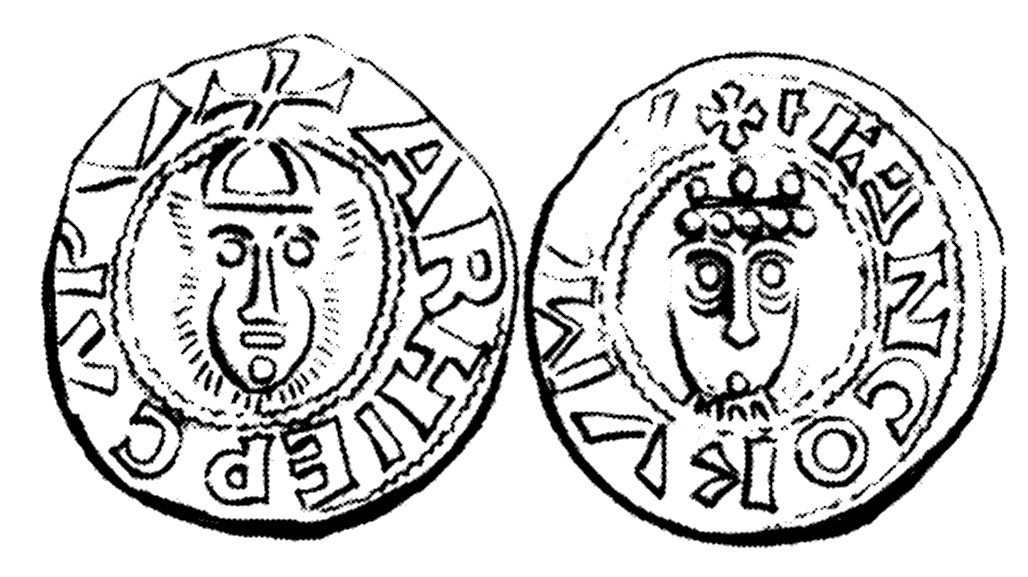
Denier met Adalbero van Reims

Adalbero van Reims (onbekend - 23 januari 989) van de familie Wigerik was aartsbisschop van Reims van 969 tot zijn dood.
Hij was een zoon van graaf Gozelo van de Bidgouw en Methingouw, en Uda van Metz. Zijn broer was graaf Godfried, bijgenaamd de gevangene, van Verdun. Bisschop Adalbero van Bar, bisschop van Metz, was een neef langs vaderszijde. Aartsbisschop Wigfried van Keulen was een neef langs moederszijde.
Als loyale volgeling van keizer Otto I werd hij in 969 aangesteld als aartsbisschop van Reims en aartskanselier. Hij maakte van zijn residentie een intellectueel en cultureel centrum. Hij stelde Gerbert d'Aurillac aan als zijn geleerde.
In het conflict tussen de Karolingers Lotharius van Frankrijk († 986) en Lodewijk V († 987), hertog Karel van Neder-Lotharingen, keizer Otto II en Hugo Capet, waarin hij diep verwikkeld was, ontkwam hij ternauwernood aan processen van hoogverraad in Compiègne, eerst in 985, daarna in 987.
Hij zalfde in 979 de laatste Karolinger, Lodewijk V, tot koning van Frankrijk en op 3 juli 987 na diens verkiezing, die hij voorzat, zijn bondgenoot Hugo Capet tot koning en diens zoon, Robert II tot troonopvolger.
Van hem is het citaat:
Het koningschap krijgt men niet op grond van erfrecht; men moet slechts hem op de troon verheffen, die zich zowel door zijn lichamelijke welgeschapenheid als door zijn geestelijke wijsheid onderscheidt, die door het geloof gesterkt en door grootmoedigheid gesteund wordt.
Hiermee maakte hij de weg vrij voor de verkiezing van Hugo Capet.
Adalbero werd opgevolgd door Arnulf van Reims.

## Voorouders
| Voorouders van Adalbero van Reims | Voorouders van Adalbero van Reims                                          | Voorouders van Adalbero van Reims                                          | Voorouders van Adalbero van Reims                                          | Voorouders van Adalbero van Reims                                          | Voorouders van Adalbero van Reims                              | Voorouders van Adalbero van Reims                              | Voorouders van Adalbero van Reims                              | Voorouders van Adalbero van Reims                              |
| --------------------------------- | -------------------------------------------------------------------------- | -------------------------------------------------------------------------- | -------------------------------------------------------------------------- | -------------------------------------------------------------------------- | -------------------------------------------------------------- | -------------------------------------------------------------- | -------------------------------------------------------------- | -------------------------------------------------------------- |
| Overgrootouders                   | Odacar (ca. 850 – na 901) ∞ ? (–)                                          | Odacar (ca. 850 – na 901) ∞ ? (–)                                          | ? (–) ∞ 900 Irmintrud (–)                                                  | ? (–) ∞ 900 Irmintrud (–)                                                  | Adelhard van Metz (ca. 850 - 2 januari 890) ∞ ? (–)            | Adelhard van Metz (ca. 850 - 2 januari 890) ∞ ? (–)            | Otto I van Saksen (850–912) ∞ Hedwig van Babenberg (856–903)   | Otto I van Saksen (850–912) ∞ Hedwig van Babenberg (856–903)   |
| Grootouders                       | Wigerik (886-tussen 916-919) ∞ Kunigunde van de Ardennen (ca. 890–ca. 940) | Wigerik (886-tussen 916-919) ∞ Kunigunde van de Ardennen (ca. 890–ca. 940) | Wigerik (886-tussen 916-919) ∞ Kunigunde van de Ardennen (ca. 890–ca. 940) | Wigerik (886-tussen 916-919) ∞ Kunigunde van de Ardennen (ca. 890–ca. 940) | Gerard van de Metzgau (875–910) ∞ 900 Oda van Saksen (884–952) | Gerard van de Metzgau (875–910) ∞ 900 Oda van Saksen (884–952) | Gerard van de Metzgau (875–910) ∞ 900 Oda van Saksen (884–952) | Gerard van de Metzgau (875–910) ∞ 900 Oda van Saksen (884–952) |
| Ouders                            | Gozelo (911–943) ∞ Uda van Metz (910–963)                                  | Gozelo (911–943) ∞ Uda van Metz (910–963)                                  | Gozelo (911–943) ∞ Uda van Metz (910–963)                                  | Gozelo (911–943) ∞ Uda van Metz (910–963)                                  | Gozelo (911–943) ∞ Uda van Metz (910–963)                      | Gozelo (911–943) ∞ Uda van Metz (910–963)                      | Gozelo (911–943) ∞ Uda van Metz (910–963)                      | Gozelo (911–943) ∞ Uda van Metz (910–963)                      |
| Adalbero van Reims (–989)         |                                                                            |                                                                            |                                                                            |                                                                            |                                                                |                                                                |                                                                |                                                                |

- Gemeinsame Normdatei: 118978152
- Virtual International Authority File: 77115652
- WorldCat: E39PBJpDTwCvBQvPJ6DbvFVt8C